# Arakida Moritake
Arakida Moritake (荒木田 守武) (né en 1473, mort à l'âge de 76 ans 30 août 1549) est un poète et prêtre shintō japonais.

## Biographie
Petit-fils de l'écrivain Fujinami Ujitsune, il est actif durant l'époque Sengoku en tant que prêtre du sanctuaire intérieur (Naikū) d'Ise-jingū. Impressionné par les poètes Iio Sōgi et Iio Munenaga, il excelle lui-même dans la poésie waka, renga et particulièrement Haikai. Son style est qualifié de haikai Ise. Ses poèmes paraissent dans la collection Shinsen tsukubashū (新撰莬玖波集) et sont inclus dans les anthologies Haikai renga dokugin senku (俳諧之連歌独吟千句) ou dokugin senku (独吟千句) et Hōraku senku. Yo no naka hyakushu (世中百首), un recueil de poèmes qui appelle à la sauvegarde de la moralité publique est connu sous le nom d'« analectes d'Ise » (Ise rongo) .

## Sources
- Louis Frédéric: "Japan Enyclopedia" Neuauflage Harvard University Press, 2005,  (ISBN 9780674017535), S. 38
- Encyclopedia of Shinto - Arikida Moritake